# Bacia hidrográfica do rio Apuaê-Inhandava
A Bacia do Apuaê-Inhandava situa-se na Região Hidrográfica do Uruguai, na porção norte-nordeste do Rio Grande do Sul. Abrange a província geomorfológica do Planalto Meridional.
Possui uma área de 14.479,14 km², correspondendo a 5,14% do território estadual, e 51 municípios, inseridos total ou parcialmente.
Abrange municípios como Bom Jesus, Erechim, Lagoa Vermelha, São José dos Ausentes, Tapejara e Vacaria, com população estimada de 355.521 habitantes. Os principais curso de água são os rios Apuaê, Inhandava, Cerquinha, Pelotas, Arroio Poatã e o Rio Uruguai. O principal uso de água na bacia se destina ao abastecimento público.
Altitude e localização de alguns dos corpos de água principais
| Principais corpos de água     | Altitude/ nascente principal | Localização                    |
| ----------------------------- | ---------------------------- | ------------------------------ |
| Rio Apuaê (Rio Ligeiro)       | 880 m                        | Caseiros, Muliterno            |
| Rio Inhandava (Rio Forquilha) | 880 m                        | Caseiros                       |
| Arroio Rincão da Cruz         | 920 m                        | Capão Bonito do Sul, Esmeralda |
| Arroio Cigana                 | 960 m                        | Capão Bonito do Sul, Esmeralda |

Unidades de conservação
| Unidade de conservação                 | Município          | Área (ha) |
| -------------------------------------- | ------------------ | --------- |
| Parque Florestal Estadual Espigão Alto | Barracão           | 1.331,90  |
| Parque Estadual do Ibitiriá            | Vacaria, Bom Jesus | 415,00    |

## Unidades de planejamento e gestão
A Bacia foi dividida em 6 UPGs: Apuaê, Ausentes, Bernardo José, Dourado, Inhandava e Santana.
- Apuaê: Possui área de 3.741,69 km², abrange 29 municípios.
- Inhandava: Possui área de 2.422,90 km², abrange 14 municípios.
- Ausentes: Possui área de 1.928,91 km², abrange 2 municípios.
- Santana: Possui área de 2.118,83 km², abrange 5 municípios.
- Bernardo José: Possui área de 2.676,66 km², abrange 10 municípios.
- Dourado: Possui área de 1.607,90 km², abrange 11 municípios.

## Geologia
A unidade geológica desta área corresponde à porção sudeste da Bacia do Paraná a qual se constitui como uma bacia intracratônica, desenvolvida sobre a crosta continental sendo preenchida por rochas sedimentares e vulcânicas.
Nesta região estão presentes litologias correspondentes a supersequência Gondwana III da mais antiga para mais recente: Formação Botucatu e Formação Serra Geral.

## Clima
Segundo a classificação climática de Köppen-Geiger, a bacia dos rios Apuaê-Inhandava está sob a influência de clima subtropical (Cfa), cuja temperatura do mês mais quente é superior a 22 °C, bem como de clima temperado (Cfb), no qual a temperatura do mês mais quente é inferior a 22 ºC.
A influência orográfica permite inferir que ao se analisar por UPG, Ausentes, Santana, Bernardo José, partes das UPGs Inhandava e Apuaê, encontram-se sobre os domínios de um clima temperado (Cfb), ao passo que a UPG Dourado e a porção norte das UPG’s Inhandava e Apuaê, em clima subtropical (Cfa).
Municípios com clima Cfb1-la: São José dos Ausentes, Bom Jesus, Vacaria, Esmeralda, Pinhal da Serra, Barracão, São José do Ouro, Cacique Doble, Santo Expedito do Sul, Tupanci do Sul, Sananduva, São João da Urtiga, Ibiaçá, Tapejara, Lagoa Vermelha, Capão Bonito do Sul, Caseiros, Vila Lângaro, Água Santa, Santa Cecília do Sul, Mato Castelhano.
Municípios com clima Cfa-ll1a: Barão de Cotegipe, Gaurama, Erechim, Áurea, Carlos Gomes, Centenário, Erebango, Maximiliano de Almeida, Machadinho, Paim Filho, Floriano Peixoto, Getúlio Vargas, Estação, Sertão, Coxilha.
Municípios com clima Cfa-ll2a: Itatiba do Sul, Barra do Rio Azul, Aratiba, Mariano Moro, Severiano de Almeida, Marcelino Ramos, Três Arroios, Viadutos.

## Vegetação

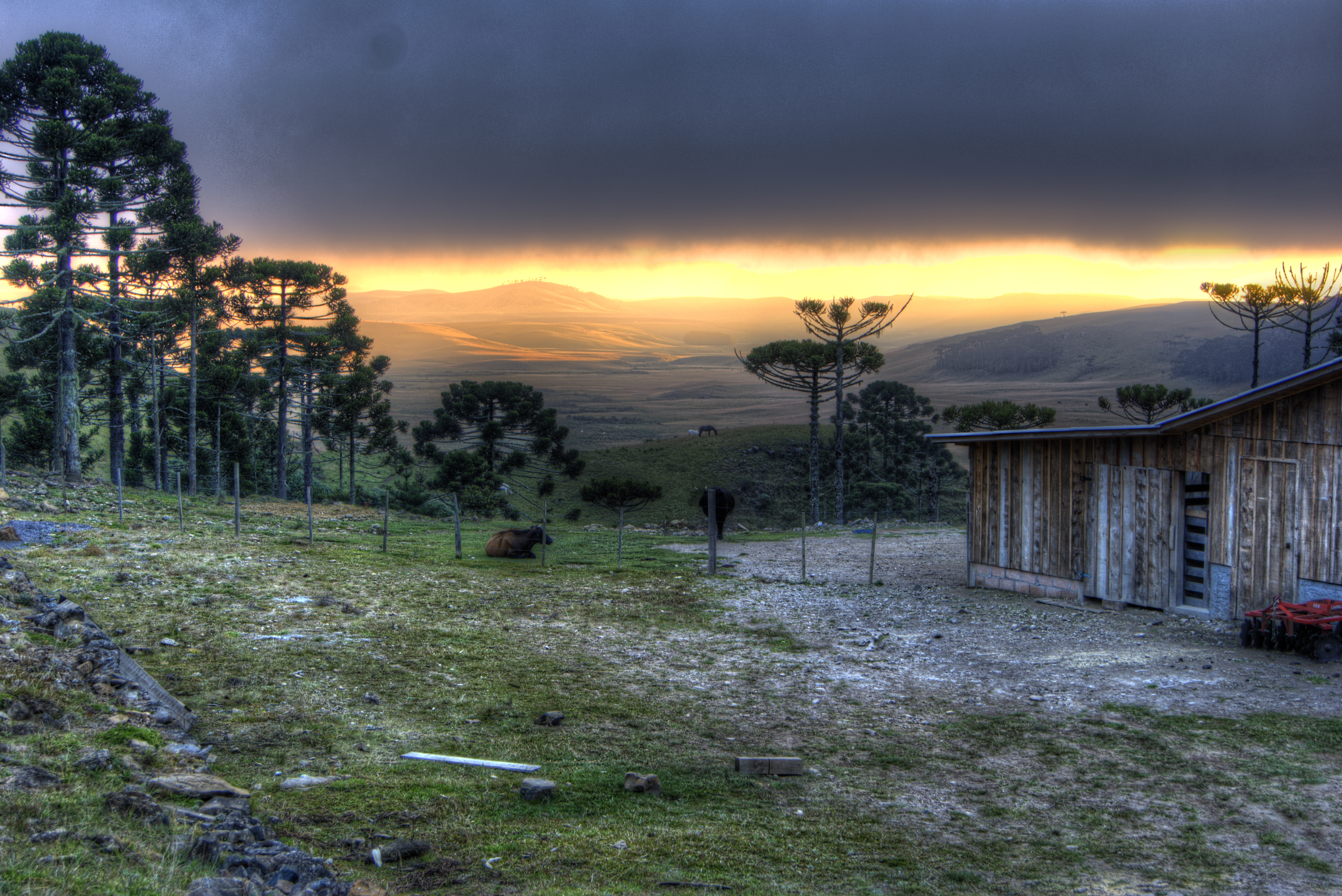
Pôr do sol próximo ao Pico do Monte Negro.

Na bacia do Apuaê-Inhandava podem ser encontradas três formações vegetacionais distintas: a Estepe (Campos), a Floresta ombrófila mista e a Floresta estacional decidual. No entanto, também é comum a existência de ecótonos, ou sistemas de transição, principalmente entre a Floresta ombrófila mista e a Floresta estacional decidual.

### Estepe (Campos)
Os campos são ecossistemas naturais com alta diversidade de espécies vegetais e animais. Garantem serviços ambientais importantes, como a conservação de recursos hídricos, a disponibilidade de polinizadores e o provimento de recursos genéticos. Além disso, têm sido a principal fonte forrageira para a pecuária, abrigam alta biodiversidade e oferecem beleza cênica com potencial turístico importante
Esses campos formam, com frequência, mosaicos com a Mata de Araucária. A composição florística predominante é composta por gramíneas, ciperáceas, fabáceas, solanáceas e verbenáceas, podendo conter arbustos, principalmente da família Asteraceae (Baccharis articulata, B. uncinella) e gravatás (Eryngium spp.; Apiaceae).
Pela extensão de sua ocorrência no Estado, são as regiões fitoecológicas melhor conservadas. Isto se deve, provavelmente, ao uso predominante com pecuária extensiva sobre pasto nativo, desde os tempos da ocupação portuguesa e espanhola.

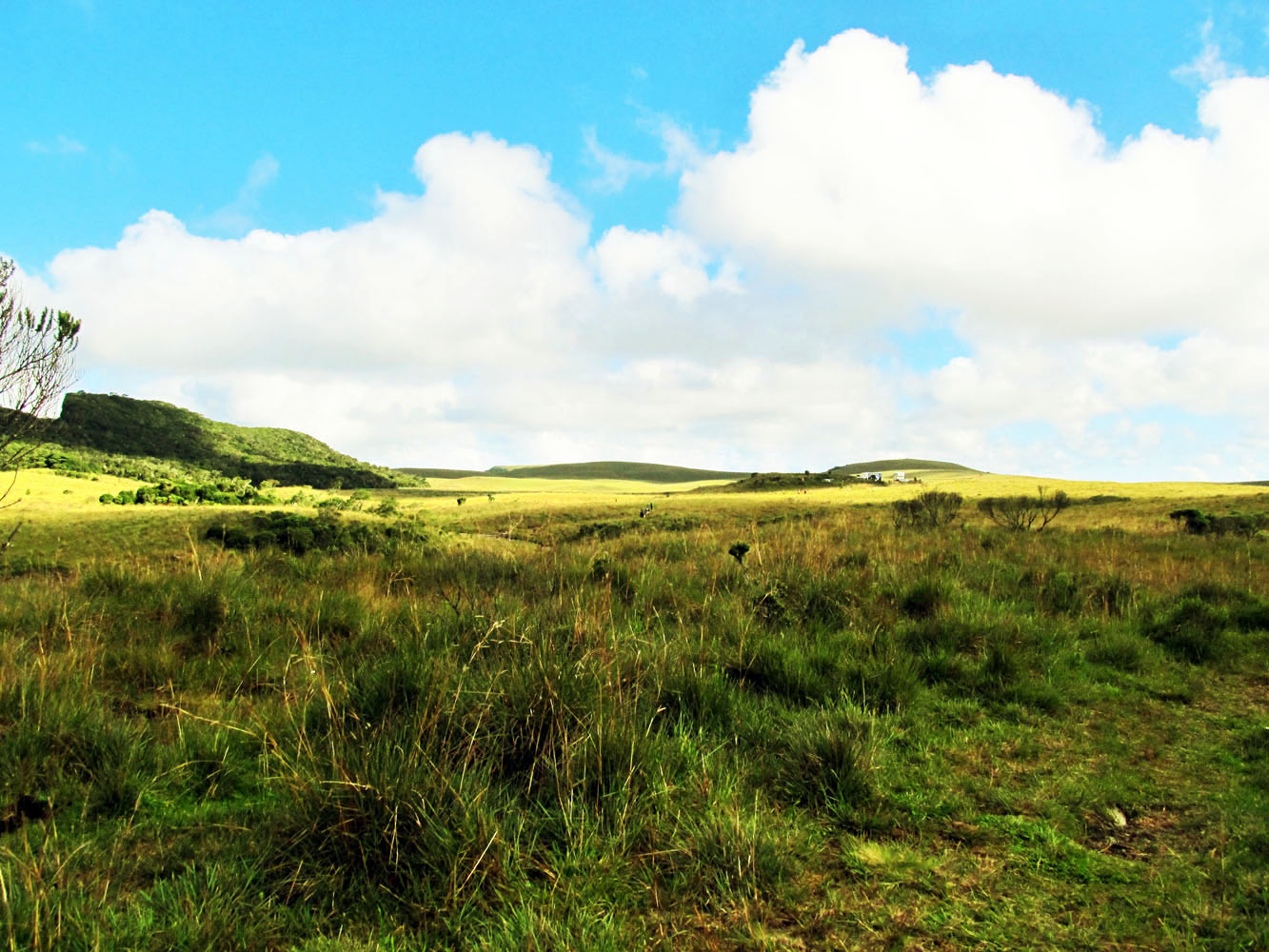
Vegetação característica dos Campos de Cima da Serra.

Gramíneas determinam a fisionomia. O manejo dos campos, com pastejo mais ou menos intenso e uso do fogo, imprime na paisagem uma fisionomia de campos limpos ou de campos sujos. As gramíneas, crescendo em solos rasos, sob intensa radiação solar e ventos fortes, são as determinantes principais da fisionomia da Região. Espécies de outras famílias vegetais, com flores vistosas, ocorrem entremeadas com as gramíneas dando um colorido particular, conforme a época do seu florescimento. Em meio à vegetação campestre, especialmente nas coxilhas, destacam-se afloramentos rochosos, muitas vezes cobertos por líquens que lhes conferem uma cor esbranquiçada. Ocorrem dois tipos de campos: os secos e os úmidos. Nos campos secos predominam gramíneas cespitosas, deixando porções de solo a descoberto.
Na fisionomia da paisagem, destacam-se espécies de compostas e leguminosas. Em menor quantidade, também ocorrem nesse ambiente espécies de melastomatáceas, verbenáceas e solanáceas, entre outras. Os campos úmidos fazem a transição entre os campos secos e os banhados. Neles, destaca-se Paspalum pumilum, gramínea que forma touceiras circulares achatadas contra o solo, e as ciperáceas Rhynchospora globosa e Bulbostylis sphaerocephala. Os campos limpos, resultado de um pastejo mais intenso e um fogo mais frequente, têm predomínio de gramíneas. Os campos sujos, além das gramíneas, apresentam um grande número de espécies arbustivas de outras famílias, resultado de um pastejo menos intenso e menor frequência de fogo. O capim-caninha, Andropogon lateralis, foi destacado como espécie de distribuição uniforme e abundante nas áreas de altitudes em torno de 1.000 m. Andropogon macrothrix, outra gramínea, tem uma grande contribuição na fisionomia em campos mais úmidos e de maiores altitudes.
As fisionomias características de campo estão sendo rapidamente modificadas pelo plantio de espécies exóticas, como do gênero Pinus, e pela expansão agrícola.

### Floresta ombrófila mista
A nomenclatura Floresta ombrófila mista é utilizada devido à associação que ocorre entre coníferas e folhosas. No Rio Grande do Sul, assim como no Brasil, ocorrem três coníferas de forma natural, a Araucaria angustifolia (pinheiro-brasileiro), o Podocarpus lambertii (pinho-bravo) e o Podocarpus sellowii (pinho-bravo). REITZ e KLEIN (1966) afirmam que a distribuição dos pinheirais no Rio Grande do Sul ocorre em função do terreno acidentado. Os pinhais mais densos e expressivos, ocorrem principalmente nos vales, na aba superior de todos os cânions profundos dos rios, bem como nos terrenos acidentados dos campos, sobretudo do planalto central e oriental.
Segundo LEITE e KLEIN (1990) a concepção de Floresta ombrófila mista procede da ocorrência da mistura de floras de diferentes origens, definindo padrões fitofisionômicos típicos em zona climática pluvial. A área onde a coexistência de representantes da flora tropical (afro-brasileira) e temperada (austro-brasileira) com marcada relevância fisionômica de elementos de coníferas e canelas (lauráceas), é denominado Planalto Meridional, área de dispersão natural do pinheiro-brasileiro ou do pinheiro-do-Paraná, a Araucaria angustifolia ou "curiirama" dos indígenas, espécie gregária de alto valor econômico e paisagístico.
A Floresta ombrófila mista, está reduzida a pouco mais de 10% (20.000 km²) da sua área original. Os cerca de 90% (155.000 km²) integram hoje a área de produção de alimento, principalmente grãos e, juntamente com áreas das regiões florestais estacionais e grande parte das áreas de Savana Gramíneo-Lenhosa, constituem um dos mais importantes celeiros do País. Neles geralmente não ocorrem relictos florestais nem há áreas abandonadas à proliferação da vegetação secundária; pratica-se o rodízio trigo/soja/trigo com intercalação, principalmente, de milho.
O clímax dessa formação vegetacional é encontrado no Planalto Meridional Brasileiro, no Rio Grande do Sul, em Santa Catarina e no Paraná, em terrenos acima de 500m de altitude, com disjunções em pontos mais elevados das serras do Mar e da Mantiqueira. Sendo a área mais típica e representativa, aquela das altitudes superiores aos 800 metros. Podem-se determinar dois grupos distintos de comunidades:
- Onde a A. angustifolia forma estrato superior bastante denso sobre estrato composto, basicamente, por canela-lageana (Ocotea pulchella), canela-amarela (Nectandra lanceolata), canela-guaicá (Ocotea puberula), pinheiro-bravo (Podocarpus lambertii), pimenteira (Cinnamodendron dinisii), e diversas espécies de Myrtaceae e Aquifoliaceae.
- Onde A. angustifolia se distribui de forma esparsa por sobre bosque contínuo, no qual aparecem de forma significativa a imbuia (Ocotea porosa), a canela-amarela (Nectandra lanceolata), a canela-preta (Nectandra megapotamica), a guabirobeira (Campomanesia xanthocarpa), e a erva-mate (Ilex paraguariensis).

Dentre as espécies mais comuns nos povoamentos secundários destacam-se:
| - Bracatinga (Mimosa scabrella) - Canela-guaicá (Ocotea puberula) - Vassourão-branco (Piptocarpha angustifolia) | - Vassourão-preto (Vernonanthura discolor) - Café-do-mato (Casearia sylvestris) - Vassouras (Baccharis spp.) | - Samambaias-das-taperas (Pteridium aquilinum) |

As espécies da submata componentes da Mata da Araucária, mais comumente encontradas são:
| - Casca-d'anta (Drimys brasiliensis) - Erva-mate (Ilex paraguariensis) - Caúna (Ilex dumosa) - Guamirim (Myrcia oblongata) - Aroeira (Schinus spp.) - Bugreiro (Lithraea brasiliensis) - Branquilho (Sebastiania commersoniana) - Fumo-bravo (Solanum mauritianum) | - Mamica-de-cadela (Zanthoxylum rhoifolium) - Pessegueiro-bravo (Prunus myrtifolia) - Cambuí (Myrceugenia sp.) - Carvalho-brasileiro (Roupala spp.) - Canela-lageana (Ocotea pulchella) - Camboatá (Matayba elaeagnoides) - Guaçatunga (Casearia decandra) - Guabiroba (Campomanesia xanthocarpa) | - Pitangueira (Eugenia uniflora) - Açoita-cavalo (Luehea divaricata) - Cambará (Gochnatia polymorpha) - Uvaia (Eugenia pyriformis) - Cedro (Cedrela fissilis) - Canelas (Nectandra spp. e Ocotea spp.) - Angico (Parapiptadenia rigida) - Batinga (Eugenia rostrifolia) |

Na região de Floresta ombrófila mista é comum a ocorrência de campos. Nestes se verifica grande ocorrência de capões e bosques, muitas vezes com a presença de Araucaria angustifolia, denotando o lento processo de invasão das florestas nas áreas de campo. Muito comum nestes campos é a ocorrência de araucária isoladas junto aos capões.

### Floresta estacional decidual
Quando a Floresta estacional invadiu o Estado, encontrou duas camadas florísticas mais antigas, o campo e a mata de pinhais (Araucária); esta última, atualmente, ocupando porções do planalto, em altitudes superiores a 500 m. A Floresta estacional, considerada como um prolongamento empobrecido das matas da Bacia do rio Paraná, teria imigrado pela Província de Missiones, na República Argentina, e penetrado via rio Uruguai pela região noroeste do Estado, vindo a contornar a borda sul do planalto Riograndense, ocupando os vales dos rios Uruguai, Pelotas, Ibicuí, Jacuí, Taquari, Antas, Caí e Sinos, e os solos da encosta sul da Serra Geral mais profundamente erodidos.
Apesar do clima do Rio Grande do Sul possuir caráter ombrófilo, em uma determinada época do ano, inverno, ocorre o fenômeno da estacionalidade fisiológica da floresta. Tal formação ocorre na forma de disjunções florestais apresentando o estrato dominante predominantemente caducifólio, com mais de 50% dos indivíduos despidos de folhas no período frio. Sua ocorrência é destacada na região do Alto Uruguai, ao norte do Estado.
De modo geral, as espécies integrantes da Floresta estacional da região do rio Uruguai são as mesmas da encosta sul do planalto, mas apesar disso, ocorre certo número de espécies próprias. A canafístula (Peltophorum dubium) e o timbó (Ateleia glazioviana), por exemplo, são espécies características da Floresta do Alto Uruguai. Esta região compreende as florestas das porções médias e superiores do vale do Rio Uruguai. A Floresta do Alto Uruguai começa no Rio Ijuí, desenvolve-se no extremo nordeste no maior núcleo de mata fechada do Estado; liga-se entre Passo Fundo e Lagoa Vermelha, ao longo dos afluentes do Taquari, à mata da Fralda da Serra; e reduz-se a um cordão marginal no rio Pelotas.
De acordo com a SUDESUL (1978), esta floresta, no Rio Grande do Sul, foi substituída por cultivos anuais diversos, e os fragmentos relacionados a esta formação vegetacional, na bacia do Apuaê-Inhandava, estão localizados na região Noroeste desta, na divisa com Santa Catarina, nos municípios de Itatiba do Sul, Barra do Rio Azul, Aratiba, Mariano Moro, Severiano de Almeida e Marcelino Ramos. A floresta caracteriza-se por apresentar no estrato superior a grápia (Apuleia leiocarpa), louro (Cordia trichotoma), angico (Parapiptadenia rigida), cedro (Cedrela fissilis), alecrim (Holocalyx balansae), canafístula (Peltophorum dubium), timbaúva (Enterolobium contortisiliquum), entre outras. O segundo estrato das árvores, constitui a parte mais densa do interior da floresta, sendo formado basicamente por espécies da família das lauráceas (canelas) e das leguminosas (Lonchocapus, Parapiptadenia, Apuleia e Patagonula). O estrato das arvoretas é representado pela laranjeira-do-mato (Actinostemon concolor) e caucho (Sorocea bonplandii), principalmente.

## Fauna
A fauna da região da bacia hidrográfica do Apuaê-Inhandava, bem como de uma região qualquer, está associada fortemente a vegetação encontrada na mesma. Por se tratar de uma região com grandes áreas de campo e de vegetação arbórea, são encontrados exemplares da fauna que utilizam estas áreas distintamente ou utilizam-nas indiscriminadamente.
A quantidade de insetos ocorrentes na área em estudo evidencia a sua importância na constituição da biomassa. Foram identificados nos estudos de impacto ambiental vários exemplares, cujas formas jovens vivem em ambiente aquático e que representam organismos indispensáveis na cadeia alimentar, ressaltando-se sua expressão como alimento para peixes.
A grande maioria das espécies de insetos identificada está associada à vegetação, tendo como hospedeiros tanto plantas silvestres como plantas cultivadas. Todos os representantes do grupo das aranhas, identificados nas áreas em estudo, são completamente destituídos de efeitos peçonhentos.
A fauna de aranhas mostrou-se pouco representativa, em decorrência da forte ação antrópica sobre o meio ambiente, a qual reduziu as formações florísticas regionais. A diversidade da fauna de anfíbios e répteis é grande. Entre os répteis, há pelo menos duas espécies relevantes na região em estudo. A cotiara, serpente peçonhenta de médio a grande porte, é endêmica de florestas com araucária, estando hoje ameaçada de extinção. Outra serpente identificada na região, cobra-bola, é rara em coleções científicas, o que pode indicar sua raridade na natureza. A jararaca-verdadeira é a espécie peçonhenta mais comum na região da serra catarinense e gaúcha, sendo a causadora do maior número de acidentes ofídicos.
Quanto às aves, foram registradas 192 espécies para a região, sendo 160 residentes, 32 migratórias e 47 ameaçadas de extinção. Entre essas, ocorrem o papagaio-charão, papagaio-de-peito-roxo, o veste-amarela, o falcão-relógio, o falcão caburé e os tucanos. O perdigão possui grande valor cinégico (aves de caça) pelo fato de sua carne ser muito apreciada, sendo considerado vulnerável devido à caça e às alterações em seu ambiente. O pássaro azulão e o coleirinho são muito procurados pelo comércio clandestino de aves silvestres.